# Односи Србије и Камеруна
Односи Србије и Камеруна су инострани односи Републике Србије и Републике Камеруна.

## Билатерални односи
Дипломатски односи између Србије (ФНРЈ) и Камеруна су успостављени 1960. године

### Политички односи
Ретки сусрети на маргинама међународних скупова(последњи 2012).

### Економски односи
- У 2020. години извоз из Р. Србије у Р. Камерун је износио 11.600.000 долара док је увоз износио 326.000 УСД.
- У 2019. извоз из наше земље био је у износу од 15.000.000 УСД док је увоз вредео 261.000 долара.
- У 2018. години из Србије је извезено робе у вредности од 12.000.000 долара док је увезено за 201.000 УСД.[1][2]

### Некадашњи дипломатски представници

#### У Београду
- Жан-Клод Нгон, амбасадор
- Филемон Б.а Дон, амбасадор

#### У Јаундеу
- Хамдија Фетаховић, амбасадор, 1979—1983.
- Никола Стефановски, амбасадор, —1979.